# Nautamix
Nautamix was een machinefabriek te Haarlem en Assen.

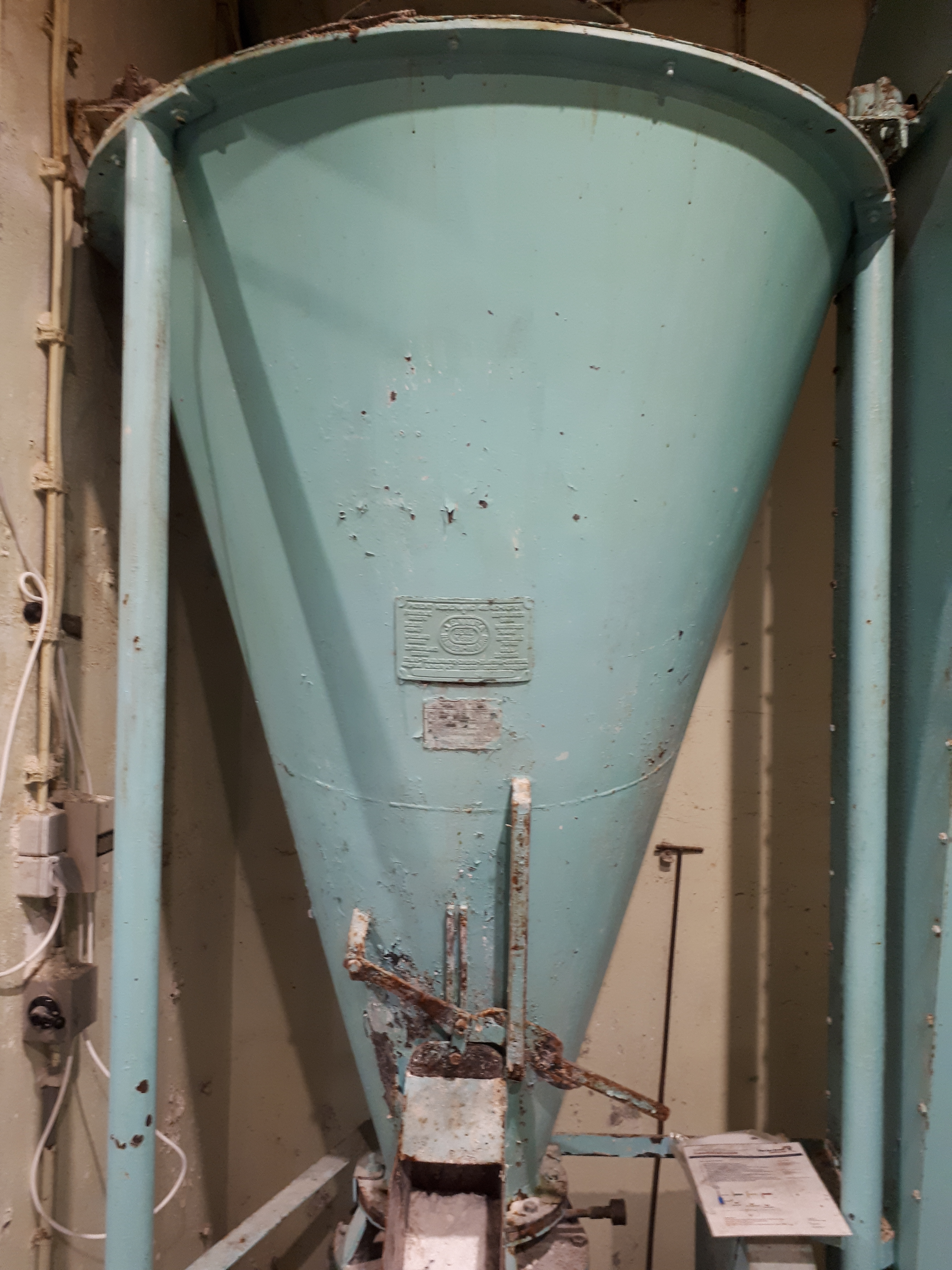
Een Nauta mixer in de voormalige Senzorafabriek, Deventer, 2022

## Historie
De firma draagt de naam van de grondlegger, Johannes Ewardus Nauta (1890-1957). Deze begon zijn loopbaan begin 20e eeuw in de veevoederfabriek W. Nauta Jzn te Leeuwarden. Daar maakt hij kennis met de walsenstoelen, de toen gebruikelijke apparatuur voor het malen. Nauta begon voor zichzelf met het onderhoud van deze stoelen: het slijpen en riffelen van walsen. Maar ook de verkoop van machines en ten slotte ook de inrichting van veevoederfabrieken nam hij ter hand.
In 1923 ging Nauta in een eigen productievestiging in Haarlem, aan de Gedempte Oude Gracht, machines voor de veevoederindustrie maken. In 1927 kwamen de eerste hamermolens op de markt en Nauta zag de grote mogelijkheden hiervan en startte met de import van hamermolens. Maar al spoedig kon het bedrijf een eigen product presenteren dat vanwege de export een Engelse naam kreeg, de Nauta Red Elephant. Deze werd een groot succes en vond grote verspreiding. Een nog groter succes was vervolgens de snelmenger, ook een eigen vinding van Nauta, een conische mengmachine met een draaiende, langs de wand van de mengketel wentelende transportschroef. Dit mengsysteem was niet alleen heel snel t.o.v. de bestaande systemen maar ook nog nauwkeurig en zuinig in gebruik.

## Naoorlogse groei
Na de oorlog werd de productie van de snelmenger weer voluit ter hand genomen en deze werd een groot exportsucces. De Nauta snelmenger vond afzet over de hele wereld, er kwamen licentienemers in de Verenigde Staten, Australië en Japan. Ondertussen werd de constructieve en procestechnische ontwikkeling verder gebracht waardoor de menger zich ontwikkelde tot een machine waarin complete processen kunnen worden uitgevoerd. De menger vond ook toepassing in de chemische en pharmaceutische industrie, waar ook de als bijproduct ontwikkelde Junior-Laboratoriummenger veel toepassing vond. In 1953 werd de onderneming omgezet in een NV met een nominaal kapitaal van f 1 miljoen en in 1955 verhuisde Nautamix naar een nieuwe locatie op het industrieterrein de Waarderpolder. De groei leidde in 1966 tot een derde productielocatie, in Assen. Hier werd het twee jaar oude bedrijf Pullmax (een dochteronderneming van een Zweedse machinebouwer) overgenomen. Op dat moment werkten er in Haarlem meer dan 150 personen.

## Overname en teruggang
In 1970 volgde een grote uitbreiding bij het hoofdbedrijf te Haarlem van f 1 miljoen. Maar eind jaren 70 ging het wat minder met Nautamix en kwamen er fusiebesprekingen met de firma Sombroek te Zaandam tot stand. Nautamix telde toen 125 medewerkers. In 1982 verwierf het Japanse Hosokawa een meerderheidsbelang. Nautamix ging verder onder de naam Hosokawa Nauta Europe BV als Europese vertegenwoordiger en toeleverancier van dit concern. In 1991 trok Hosokawa zich terug uit de vestiging te Assen die op eigen benen kwam te staan onder de naam Secam. De omschakeling naar zelfstandig productiebedrijf lukte niet direct, na een faillissement in 1994 werd Secam alsnog overgenomen en voortgezet. De vestiging in Haarlem was minder fortuinlijk: Hosokawa Micron B.V. concentreerde al zijn Nederlandse vestigingen in 1993 in een enkele nieuwe bedrijfslocatie te Doetinchem.